# The Heritage Collection
The Heritage Collection è l'ottavo album raccolta dedicato al musicista statunitense Ray Parker Jr., pubblicato dalla Arista Records nel 2000.

## Il disco
Con una lunga serie di successi internazionali, anche Ray Parker Jr. si guadagna un posto nella serie di raccolte Heritage, ideate per celebrare il 25º anniversario dell'etichetta Arista Records. In questo caso, la tracklist del Greatest Hits datato 1993 viene striminzita in base al successo ottenuto dai brani, tra i quali vengono rimossi gli ultimi tre della scaletta per giungere ad un compact disc composto da sole undici tracce.

## Tracce
1. Jack and Jill - 4:37 -  (Ray Parker Jr.)
2. You Can't Change That - 3:24 -  (Ray Parker Jr.)
3. A Woman Needs Love (Just like You Do) - 4:07 -  (Ray Parker Jr.)
4. Ghostbusters - 4:00 -  (Ray Parker Jr.)
5. I Still Can't Get Over Loving You - 4:06 -  (Ray Parker Jr.)
6. Jamie - 4:17 -  (Ray Parker Jr.)
7. For Those Who Like to Groove - 4:31 -  (Ray Parker Jr.)
8. The Other Woman - 4:05 -  (Ray Parker Jr.)
9. Let Me Go - 4:15 -  (Ray Parker Jr.)
10. Two Places at the Same Time - 3:55 -  (Ray Parker Jr.)
11. Bad Boy - 4:12 -  (Ray Parker Jr.)